# Синегалстучная нектарница
Синегалстучная нектарница (лат. Cinnyris chalybeus) — вид воробьинообразных птиц из семейства нектарницевых. Размножается на юге Африки. Часть птиц на северо-востоке ареала — перелётные.

## Поведение
Встречаются поодиночке или малыми группами. Полёт быстрый и прямой. Птицы способны добывать нектар, зависая, словно колибри, но обычно так не делают. Питаются в основном нектаром цветов, но также поедают насекомых и пауков, особенно в молодом возрасте.
МСОП присвоил виду охранный статус LC.